# 座長・社長
座長・社長（ざちょう・しゃちょう）とは、吉本興業所属の小籔千豊と土肥ポン太が、M-1グランプリのために結成したコンビ。元は、おくにと申します。で出場していたが、2006年座長・社長に改名。これは小籔が吉本新喜劇の座長であり、土肥が八百屋の経営者であることによる。

## メンバー
- 小籔千豊（こやぶ かずとよ、1973年9月11日 - ）。吉本新喜劇の座長を務める。
- 土肥ポン太（どひ ぽんた、1971年6月6日 - ）

## M-1グランプリの成績
- 2005年 3回戦敗退[1]
- 2006年 3回戦敗退[2]